# Sofora
Sofora (lat. Sophora), biljni rod vazdazelenih i listopadnih grmova i drveća iz porodice mahunarki, smješten potporodicu Papilionoideae. Ovaj rod gotovo je kozmopolitski, i ima predstavnika po svim kontinentima, a najviše po Aziji
U  Hrvatskoj je uvezena vrsta japanska sofora (sin. S. japonica), koja je iz ovog roda izdvojena i priključena rodu Styphnolobium, i priznata kao Styphnolobium japonicum .

## Vrste
1. Sophora albescens (Rehder) C.Y.Ma
2. Sophora albopetiolulata Leonard
3. Sophora alopecuroides L.
4. Sophora bakeri C.B.Clarke ex Prain
5. Sophora benthamii Steenis
6. Sophora brachygyna C.Y.Ma
7. Sophora cassioides (F.Phil.) Sparre
8. Sophora chathamica Cockayne
9. Sophora chrysophylla (Salisb.) Seem.
10. Sophora davidi (Franch.) Skeels
11. Sophora denudata Bory
12. Sophora dunnii Prain
13. Sophora exigua Craib
14. Sophora fernandeziana (Phil.) Skottsb.
15. Sophora flavescens Aiton
16. Sophora franchetiana Dunn
17. Sophora fraseri Benth.
18. Sophora fulvida (Allan) Heenan & de Lange
19. Sophora gibbosa (DC.) Yakovlev
20. Sophora godleyi Heenan & de Lange
21. Sophora howinsula (Oliv.) P.S.Green
22. Sophora huamotensis Mattapha, Suddee & Rueangr.
23. Sophora inhambanensis Klotzsch
24. Sophora interrupta Bedd.
25. Sophora jaubertii Spach
26. Sophora koreensis Nakai
27. Sophora leachiana M.Peck
28. Sophora lehmannii (Bunge) Yakovlev
29. Sophora linearifolia Griseb.
30. Sophora longicarinata G.Simpson & J.S.Thomson
31. Sophora longipes Merr.
32. Sophora macrocarpa Sm.
33. Sophora mangarevaensis H.St.John
34. Sophora masafuerana (Phil.) Skottsb.
35. Sophora microcarpa C.Y.Ma
36. Sophora microphylla Aiton
37. Sophora mollis Graham
38. Sophora molloyi Heenan & de Lange
39. Sophora moorcroftiana (Graham ex Benth.) Benth. ex Baker
40. Sophora nuttalliana B.L.Turner
41. Sophora oblongata P.C.Tsoong
42. Sophora pachycarpa Schrenk ex C.A.Mey.
43. Sophora polyphylla Urb.
44. Sophora praetorulosa Chun & T.C.Chen
45. Sophora prostrata Buch.-Ham.
46. Sophora raivavaeensis H.St.John
47. Sophora rapaensis H.St.John
48. Sophora rhynchocarpa Griseb.
49. Sophora saxicola Proctor
50. Sophora songorica Schrenk
51. Sophora stenophylla A.Gray
52. Sophora tetraptera J.Mill.
53. Sophora tomentosa L.
54. Sophora tonkinensis Gagnep.
55. Sophora toromiro Skottsb.
56. Sophora velutina Lindl.
57. Sophora violacea Thwaites
58. Sophora wightii Baker
59. Sophora wilsonii Craib
60. Sophora xanthoantha C.Y.Ma
61. Sophora yunnanensis C.Y.Ma
62. Sophora zeylanica Trimen